# Paul Bérenger
Pour les articles homonymes, voir Bérenger.
Paul Raymond Bérenger, né le 26 mars 1945 à Curepipe, est un homme d'État mauricien et ancien Premier ministre de la république de Maurice du 30 septembre 2003 au 5 juillet 2005. Il est aussi le premier blanc à diriger un pays africain depuis la fin du colonialisme, dans un contexte démocratique.
Ayant perdu les élections législatives de 2005, Bérenger, dirigeant du Mouvement militant mauricien (MMM), est devenu chef de l'opposition (institutionnelle) mauricienne jusqu'au 3 avril 2006. À la suite d'une défection dans son groupe, il s'est retrouvé minoritaire au Parlement. Toutefois, en octobre 2007, il a de nouveau été nommé chef de l'opposition jusqu'à sa démission de ce poste en janvier 2013.
Il est nommé comme vice-Premier ministre par Navin Ramgoolam en 2024.

## Biographie
Né dans une famille d'ascendance française, il fait partie de la minorité blanche. Il est marié et père de trois enfants.
Après avoir fait ses études secondaires sur l'île, il part étudier la philosophie au Pays de Galles en 1966 et se retrouve à Paris lors des évènements de Mai 68 auxquels il participe activement.
Lorsqu'il revient à l'île Maurice, il collabore avec plusieurs journaux puis fonde avec d'autres étudiants, dont Dev Virahsawmy, le Club des étudiants, futur MMM, en 1969.
Il en devient le secrétaire général et sera négociateur pour de nombreux syndicats, il lui arrivera de faire des grèves de la faim pour soutenir son action.
En 1972, il est arrêté et emprisonné pendant un an pour ses diverses actions politiques et sociales et cela dans un contexte social complexe[évasif] à Maurice.

## Carrière politique

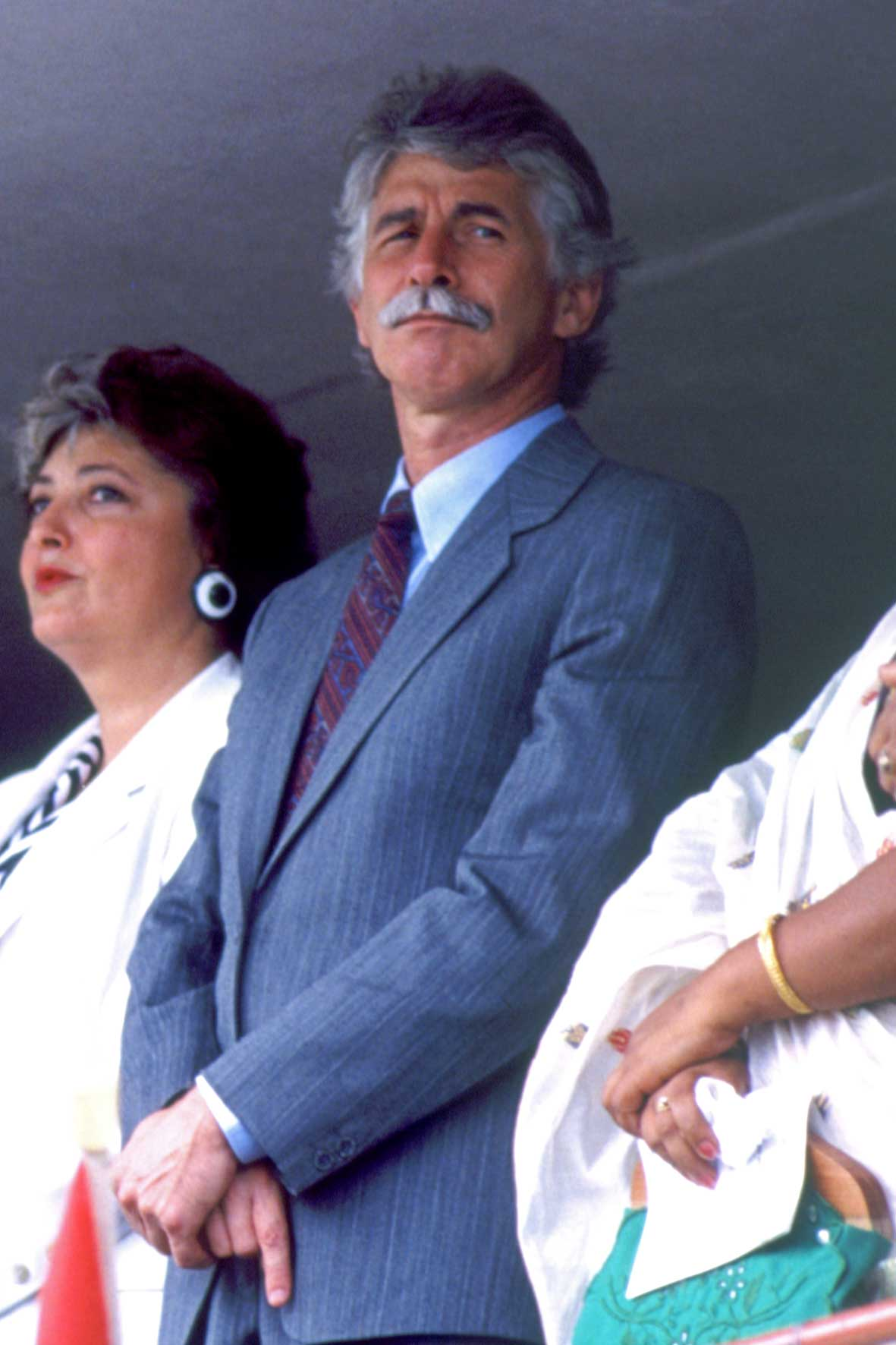
Paul Bérenger en Arriane la République de Maurice en 1992.

De forte sensibilité de gauche à cette époque, il préconise la nationalisation de l'industrie sucrière, ce qui provoque une vive opposition de l'élite économique du pays.
Il est élu pour la première fois député en 1976.
Sa consécration survient en 1982. Le MMM remporte tous les sièges lors des élections législatives de cette année-là. À l'issue de ce succès éclatant, Bérenger occupe le poste de ministre des Finances jusqu'en mars 1983 dans le gouvernement d'Anerood Jugnauth. Durant son ministère il se montre plus pragmatique s'alignant sur les institutions de Bretton Woods, ce qui lui vaut de nombreuses critiques.
En mars 1983, le parti de Bérenger (MMM) se scinde en deux tendances, en même temps que l'équipe gouvernementale du moment. Sir Aneerood Jugnauth, le Premier ministre issu du même mouvement que lui fonde son propre parti le Mouvement socialiste militant (MSM). Ce nouveau parti, s'alliant aux Travaillistes de Seewoosagur Ramgoolam et au Parti mauricien social-démocrate de droite de Gaetan Duval, se retrouve au pouvoir à la faveur de sa victoire dans les élections législatives qui s'ensuivent.
En dépit de la défaite de son parti, Paul Bérenger est à nouveau élu à l'Assemblée nationale en 1983 et devient chef de l'Opposition jusqu'en 1987, année où il perd son siège de député, à la suite de sa défaite dans le bastion travailliste de Belle Rose-Quatre Bornes.
Il vit une traversée du désert jusqu'en 1991, jusqu'à ce qu'il se fasse réélire grâce à une alliance (MMM-MSM).
Il est ministre des Affaires étrangères jusqu'en 1994, lorsqu'il est révoqué à cause de ses relations tendues avec le Premier ministre d'alors.
Il redevient alors chef de l'opposition pour quelque temps. Cependant au profit de sa réélection en décembre 1995, au sein d'une alliance avec le Parti travailliste (PTr), il devient vice-premier ministre et à nouveau ministre des Affaires étrangères jusqu'en 1997; il quitte alors le gouvernement pour cause de divergences politiques.
Il est à nouveau chef de l'Opposition jusqu'à ce qu'il soit de nouveau élu en septembre 2000.
Il exerce les fonctions de ministre des Finances et de vice-Premier ministre. Il devient Premier ministre de Maurice le 30 septembre 2003, jusqu'en 2005.
D'ascendance française, mais fort critique à l'égard de sa communauté d'origine, Bérenger est le premier homme politique blanc et non hindou à devenir le chef de gouvernement de cette ancienne colonie britannique depuis la décolonisation, mettant ainsi fin à la tradition qui faisait que tous les Premiers ministres étaient des hindous de la caste Vaishya.
Considéré comme socialiste-ultra dans les années 1970, il est devenu plus modéré depuis les années 1980, en adoptant l'idée du libre marché et de l'économie d'entreprise. Ce changement d'idéologie a eu comme conséquence de lui faire perdre l'estime de plusieurs militants de la première heure, même s'il reste extrêmement populaire dans la circonscription de Rose Hill-Stanley, où il s'est fait élire sans difficulté en 1995, 2000 et 2005. Lors de la campagne électorale de 2005, les militants de cette circonscription urbaine déployèrent même une grande banderole à son effigie.
Il est chef de l'opposition jusqu'au 3 avril 2006, puis de nouveau depuis le 25 septembre 2007 face à la coalition majoritaire de l'Alliance Sociale. Blessé par la défaite de son parti en 2005, il a depuis développé une stratégie de reconquête du pouvoir en recrutant de nombreux professionnels et ainsi, créer une osmose d'anciens et de jeunes dans les différentes circonscriptions.
En janvier 2013, il démissionne de son poste de chef de l'opposition pour raison de santé. Il est remplacé par Alan Ganoo, du MMM, nommé le 28 janvier,.